# Nadciśnienie śródczaszkowe
Nadciśnienie śródczaszkowe, nadciśnienie wewnątrzczaszkowe, wzmożone/podwyższone/zwiększone ciśnienie śródczaszkowe/wewnątrzczaszkowe – stan, w którym ciśnienie płynu mózgowo-rdzeniowego krążącego w układzie komorowym mózgowia jest wyższe od normalnego. Prawidłowe ciśnienie tego płynu wynosi od 50 do 200 mm H2O (od 0,5 do 2,0 kPa).

## Etiologia
Stanami, w których występuje nadciśnienie śródczaszkowe, są między innymi:
- guzy śródczaszkowe
  - guzy nowotworowe
  - krwiaki
  - guzy zapalne i infekcyjne
    - ropień mózgu
    - kilak
    - gruźliczak
    - pasożyty
- zapalenie opon mózgowo-rdzeniowych
- pourazowy obrzęk mózgu
- wodogłowie
- torbiel pajęczynówki

## Patogeneza
Do stanu nadciśnienia śródczaszkowego dochodzi w wyniku narastania dodatkowej patologicznej masy wewnątrzczaszkowej (guza nowotworowego, zapalnego lub innego), zwiększenia się objętości płynu międzykomórkowego lub wewnątrzkomórkowego (czyli obrzęku mózgu), znacznego wzrostu objętości krwi zalegającej w mózgu (stan ten nazywa się obrzmieniem mózgu, wywoływany jest patologicznym rozszerzeniem się naczyń mózgowych), a także wzrostu objętości płynu mózgowo-rdzeniowego, czyli wodogłowia. Do samoistnego obrzęku mózgu może dojść w przebiegu idiopatycznego nadciśnienia śródczaszkowego (zwanego dawniej guzem rzekomym mózgu).

## Objawy
Objawami przewlekłego nadciśnienia wewnątrzczaszkowego są:
- ból głowy
- bradykardia
- wzrost ciśnienia tętniczego
- zaburzenia świadomości
- pogorszenie widzenia
- nudności i wymioty
- zaburzenia równowagi
- sztywność karku
- tarcza zastoinowa na dnie oka
- niedowład nerwu odwodzącego, w 1/4 przypadków obustronny.